# Corno ducal
O corno ducal (em italiano:  corno ducale), um chapéu ducal único, era o capacete e símbolo do Doge de Veneza. Era um gorro rígido em forma de chifre, feito de brocado de pedras preciosas ou tecido de ouro e usado sobre um camauro. O corno ducal era um gorro de linho fino com um pico estruturado na parte de trás que lembra o barrete frígio, um símbolo clássico de liberdade.
Todas as segundas-feiras de Páscoa o doge dirigia uma procissão da basílica de São Marcos ao convento da igreja de São Zacarias, onde a abadessa lhe presenteava um novo camauro feito pelas freiras.

## Origens
A origem do desenho é incerta. Veneza foi fortemente influenciada pelo Oriente através do comércio e do intercâmbio cultural. Este cocar cerimonial compartilha semelhanças com o barrete frígio ou a coroa solar do Alto Egito. Quando Veneza ainda fazia parte do Império Bizantino, soldados bizantinos de alto escalão estacionados em Veneza também usavam um cocar que lembrava o barrete frígio com chifres. A primeira menção registrada do corno é do século XII, embora seja possível que os doges já usassem chapéus semelhantes antes disso.

## Heráldica
Na heráldica, é feita uma distinção entre o chapéu de doge da República de Veneza e o chapéu de doge da República de Gênova. A partir do final do século XVIII, este emblema de posição e dignidade foi apenas ocasionalmente transportado nos braços das famílias nobres venezianas (Vendramin, Sagredo, Giustiniani).
O corno também foi usado como uma crista no brasão do Doge.

Devido a um decreto presidencial italiano especial, o brasão de armas da cidade moderna de Veneza apresenta o corno. Substitui a coroa mural que está presente no brasão de outras cidades italianas.

Brasão da República.
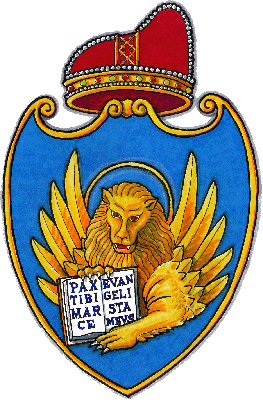
Brasão moderno da cidade de Veneza.

## História
Devido à sua forma particular, o corno ducal é um símbolo muito reconhecível da Sereníssima República. O chapéu é destaque em inúmeras obras de arte.
Na língua vêneta, o chifre ducal é chamado de zoia, literalmente "jóia". A ponta traseira em forma de chifre curvo que dá nome ao chapéu é mencionada no século XIII durante o reinado de Reniero Zeno (r.  1253-1268). Nesta descrição, o cocar é feito de veludo carmesim, com um círculo dourado em torno de seu perímetro. Uma cruz dourada é acrescentada a ela pelo doge Lorenzo Celsi (r.  1361–1365). Outra transformação da zoia ocorre no século XV quando o doge Nicolo Marcello (r.  1473–1474) mandou fazer uma em ouro.
O corno desapareceu junto com a instituição dogal em 1797, após a captura de Veneza por Napoleão Bonaparte e a abdicação de Ludovico Manin, o último doge.

## Galeria

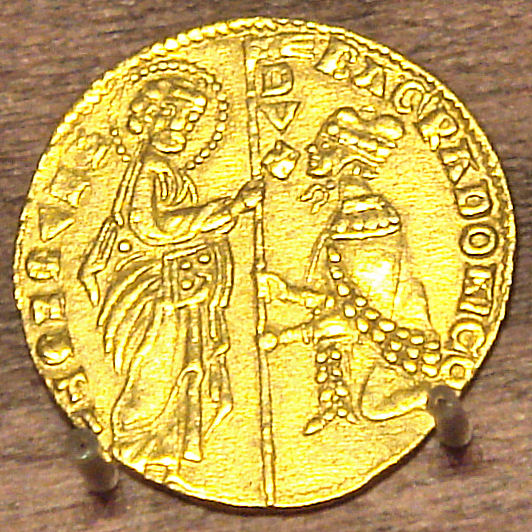
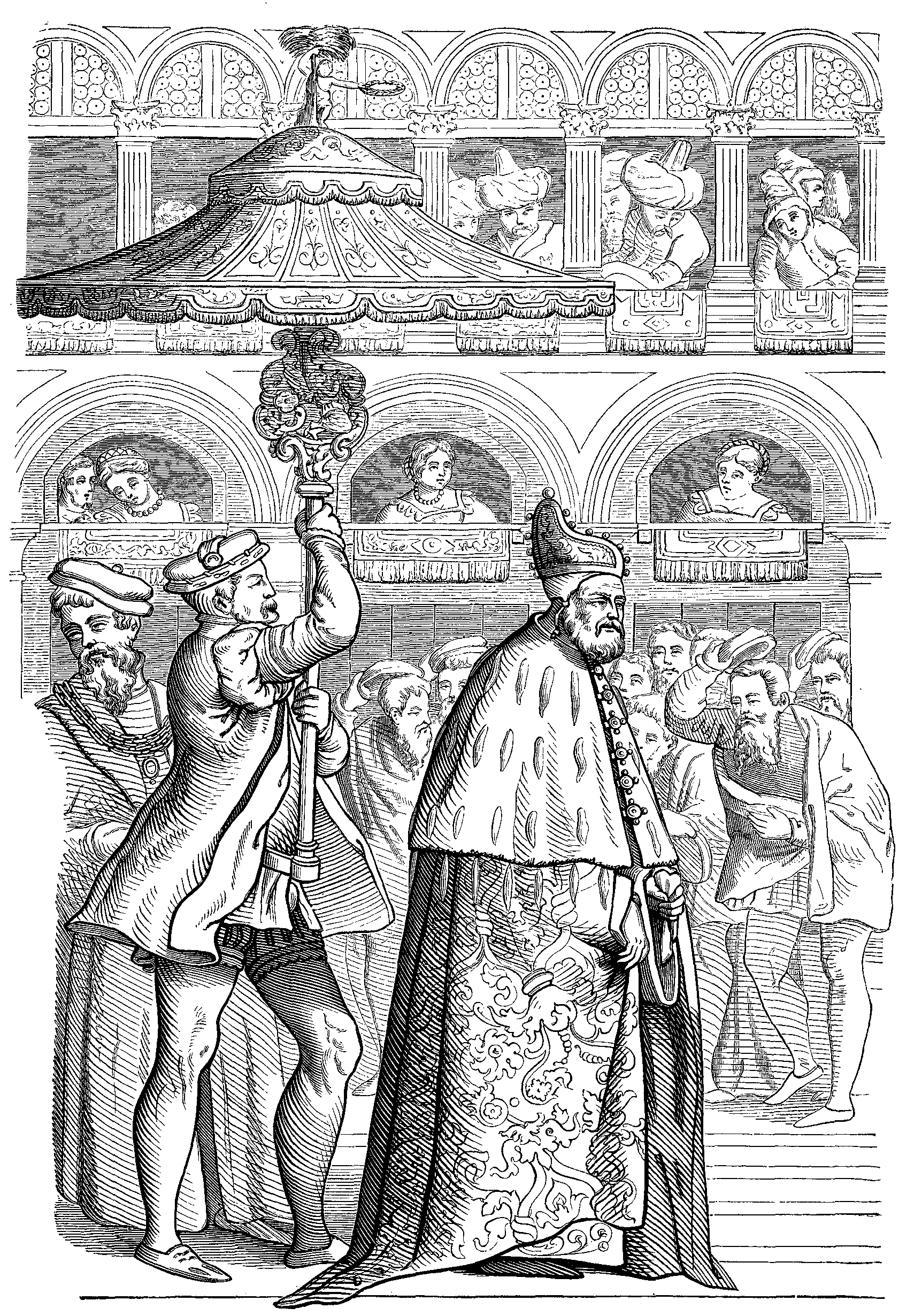
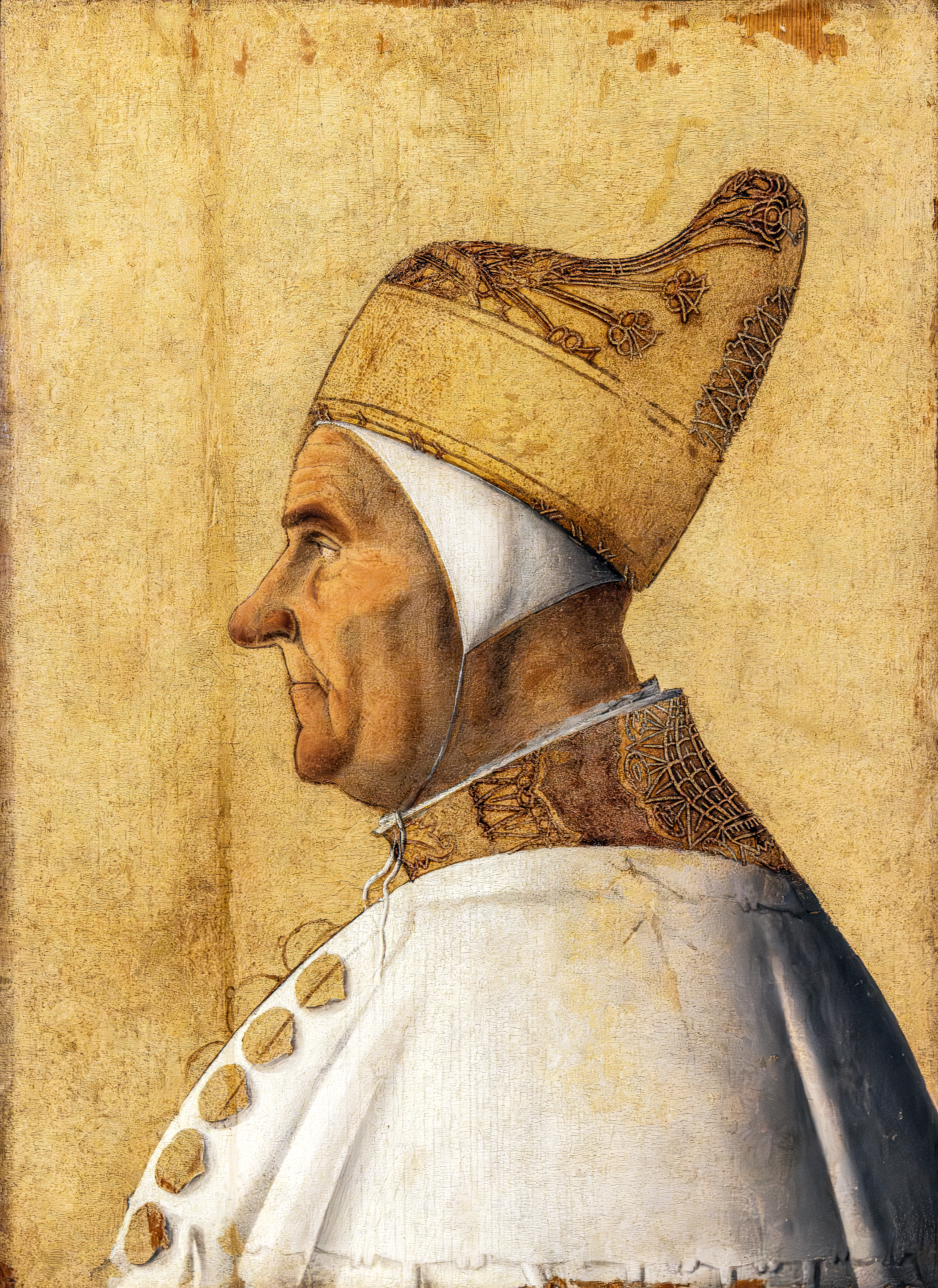
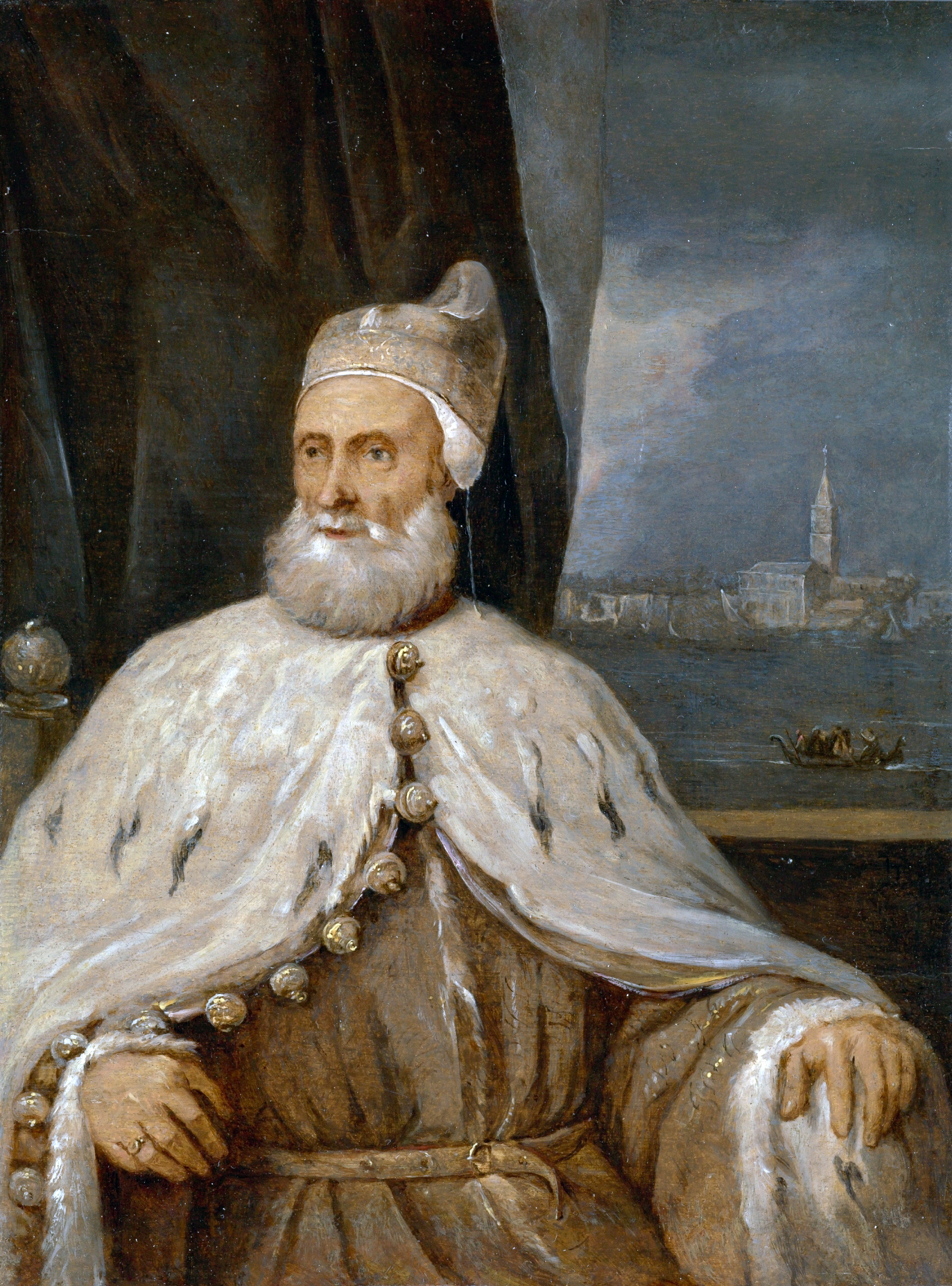
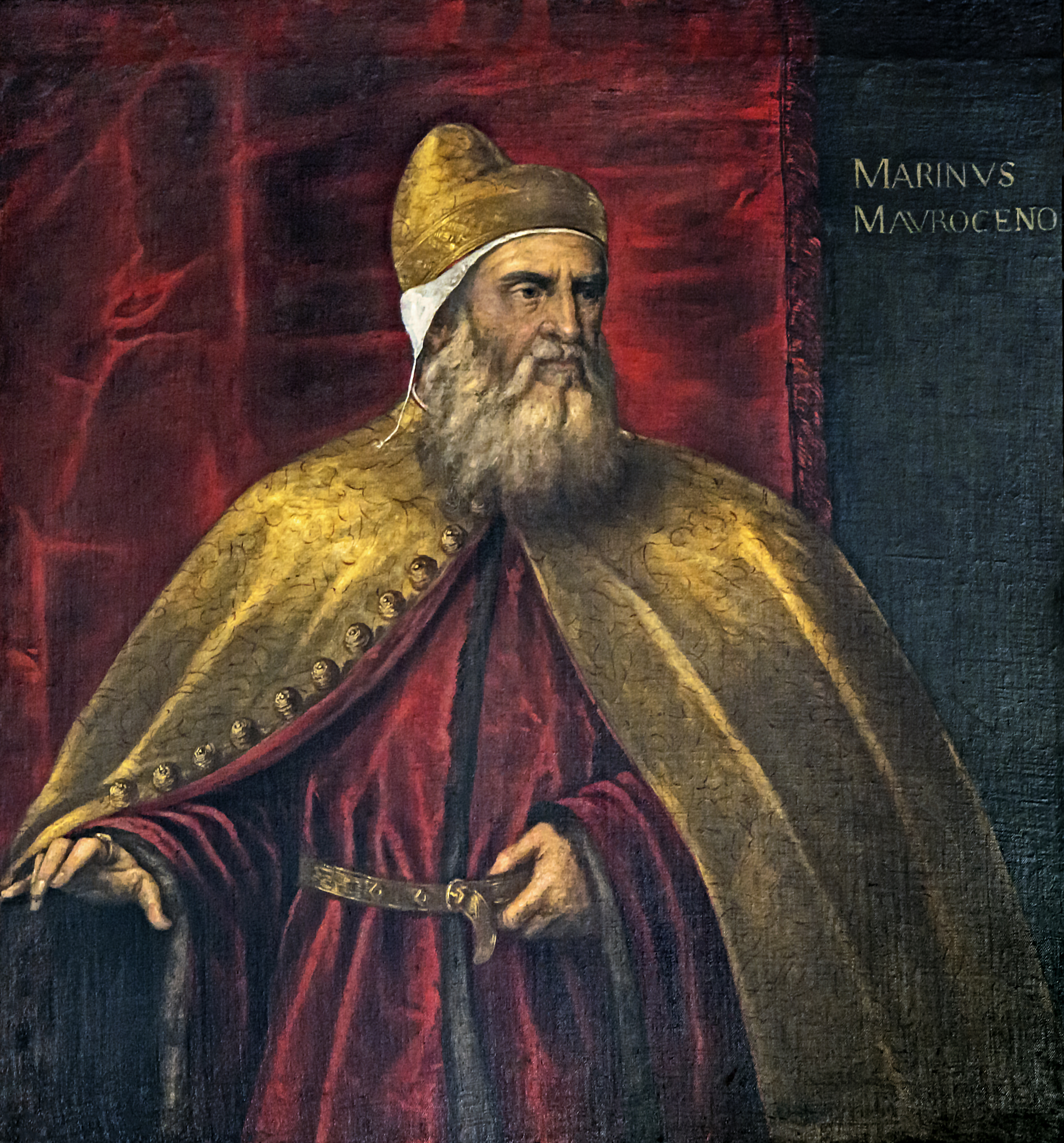
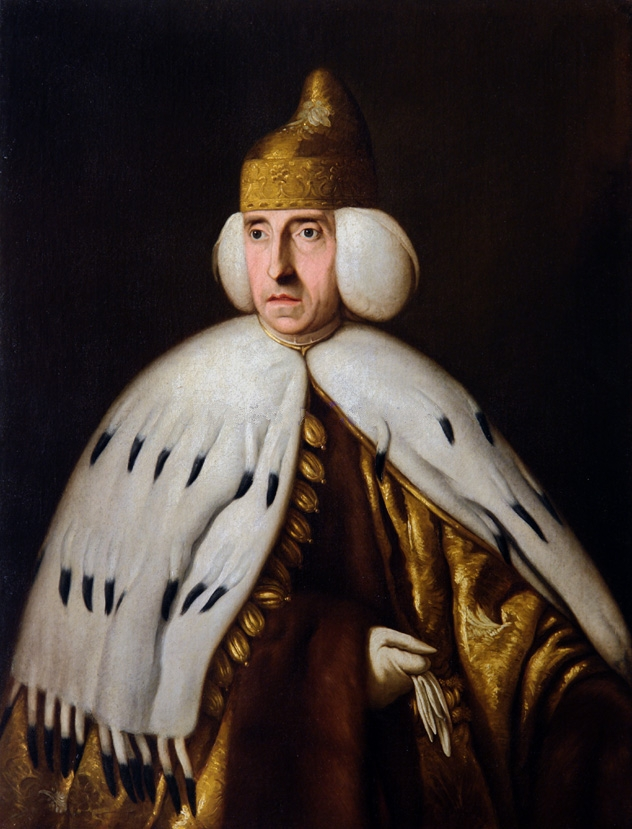
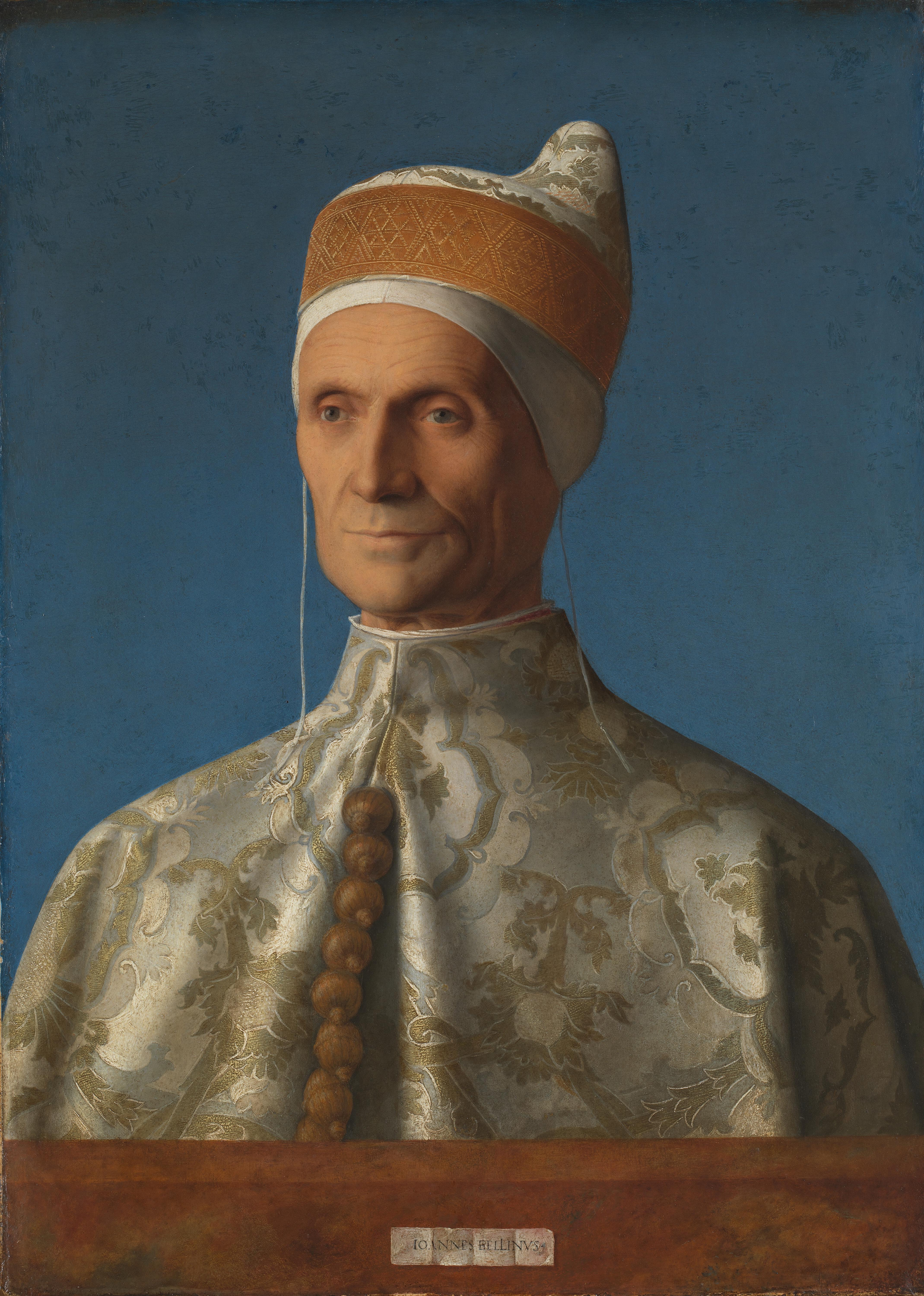
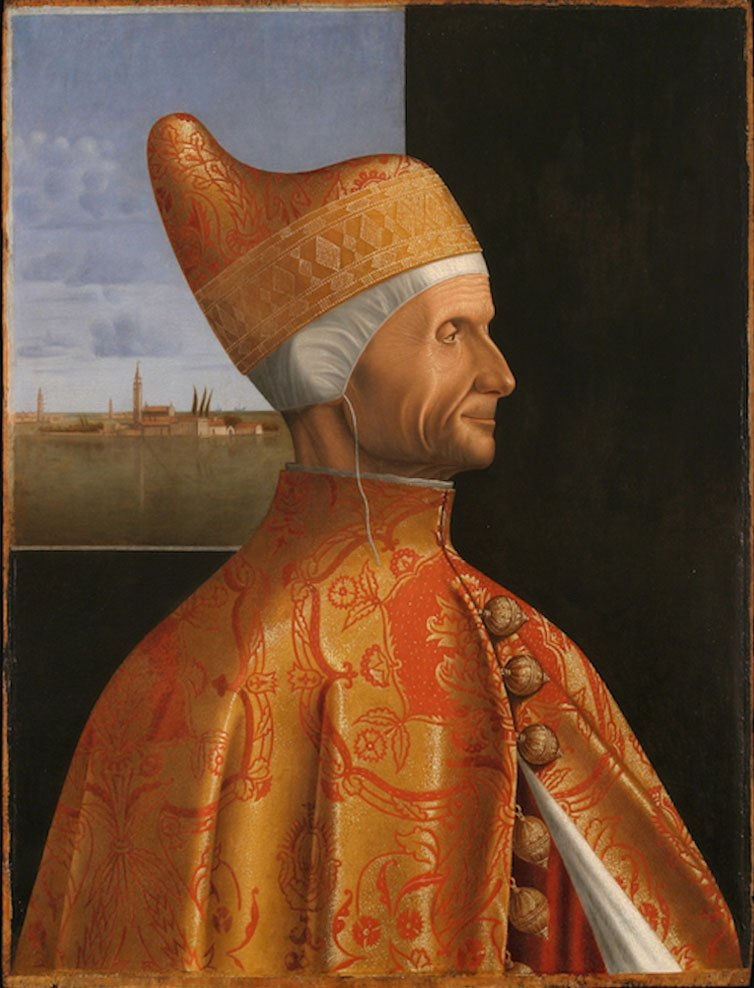
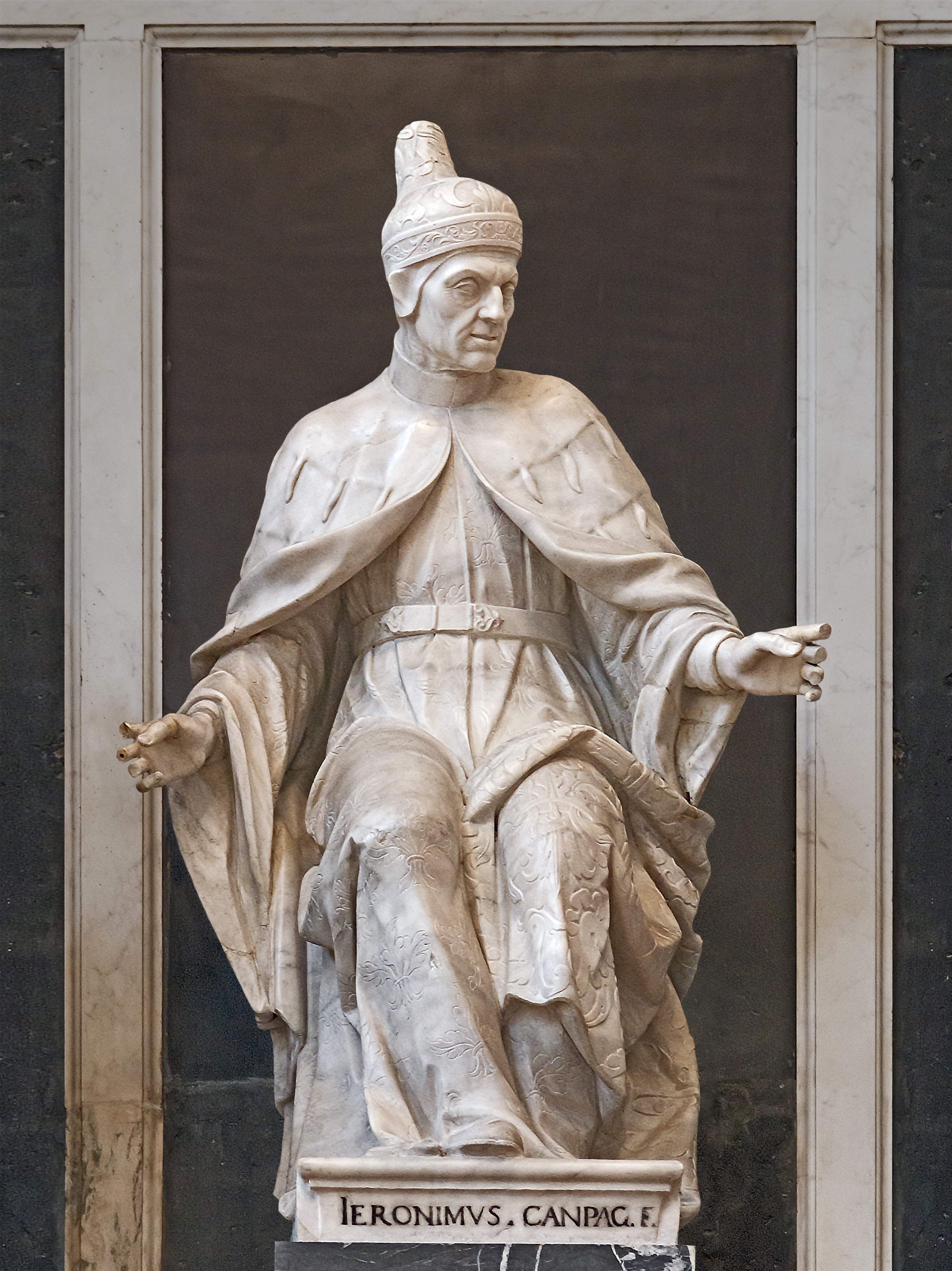